# Seppe Odeyn
Seppe Odeyn (* 20. März 1987 in Leuven) ist ein belgischer Duathlet. Er ist zweifacher Duathlon-Weltmeister auf der Langdistanz (2016, 2021).

## Werdegang
2015 wurde Seppe Odeyn belgischer Duathlon-Meister.
Im September 2016 wurde er bei seinem dritten Start im schweizerischen Zofingen Weltmeister auf der Duathlon-Langdistanz (16,5 km Laufen, 80 km Radfahren und 11 km Laufen). Fünf Jahre später konnte er 2021 diesen Erfolg wiederholen.
Im Triathlon belegte er im Oktober 2021 den 32. Rang im Ironman Mallorca (3,86 km Schwimmen, 180,2 km Radfahren und 42,195 km Laufen). Im Dezember 2022 konnte er den Cross-Duathlon Hel van Kasterlee (15 km Laufen, 117 km Mountainbike und 30 km Laufen) zum zehnten Mal in Folge für sich entscheiden.
Im September 2024 wurde der 37-Jährige in Zofingen zum dritten Mal nach 2015 und 2017 Vize-Weltmeister auf der Duathlon-Langdistanz.
Seppe Odeyn lebt in Herent. Er wird trainiert von Stefaan Devliegere (Stefaan TriTraining).

## Sportliche Erfolge
| Datum/Jahr    | Rang | Wettbewerb                                        | Austragungsort | Zeit     | Bemerkung                                                               |
| ------------- | ---- | ------------------------------------------------- | -------------- | -------- | ----------------------------------------------------------------------- |
| 13. März 2022 | 3    | BEL Cross Duathlon National Championships         | Retie          | 01:23:59 |                                                                         |
| 5. Mai 2019   | 4    | BEL Duathlon National Championships               | Geluwe         | 02:38:21 |                                                                         |
| 24. März 2019 | 1    | Powerman Greece                                   | Loutraki       |          |                                                                         |
| 11. Sep. 2016 | 2    | Powerman Denmark                                  | Kopenhagen     |          |                                                                         |
| 8. Mai 2016   | 2    | ETU Long Distance Duathlon European Championships | Kopenhagen     |          | Vize-Europameister Duathlon-Langdistanz, hinter Kenneth Vandendriessche |
| 10. Mai 2015  | 1    | BEL Duathlon National Championships               | Hosingen       | 02:49:45 | Belgischer Meister Duathlon, beim Powerman Luxemburg                    |
| 5. Juli 2014  | 2    | BEL Duathlon National Championships               | Hosingen       | 01:57:23 |                                                                         |

| Datum/Jahr    | Rang | Wettbewerb                                     | Austragungsort | Zeit     | Bemerkung                                                                               |
| ------------- | ---- | ---------------------------------------------- | -------------- | -------- | --------------------------------------------------------------------------------------- |
| 8. Sep. 2024  | 2    | ITU Long Distance Duathlon World Championships | Zofingen       | 06:03:45 | Vize-Weltmeister Duathlon Langdistanz (10 km Laufen, 150 km Radfahren und 30 km Laufen) |
| 3. Sep. 2023  | 5    | ITU Long Distance Duathlon World Championships | Zofingen       | 06:12:15 |                                                                                         |
| 3. Sep. 2022  | 4    | ITU Long Distance Duathlon World Championships | Zofingen       | 06:06:28 |                                                                                         |
| 19. Sep. 2021 | 1    | ITU Long Distance Duathlon World Championships | Zofingen       | 06:06:41 | Weltmeister Duathlon Langdistanz                                                        |
| 7. Sep. 2019  | 4    | ITU Long Distance Duathlon World Championships | Zofingen       | 06:22:20 |                                                                                         |
| 3. Sep. 2017  | 2    | ITU Long Distance Duathlon World Championships | Zofingen       | 06:32:30 | Vize-Weltmeister Duathlon Langdistanz                                                   |
| 4. Sep. 2016  | 1    | ITU Long Distance Duathlon World Championships | Zofingen       | 06:23:43 | Weltmeister Duathlon Langdistanz                                                        |
| 6. Sep. 2015  | 2    | ITU Long Distance Duathlon World Championships | Zofingen       | 06:24:59 | Vize-Weltmeister Duathlon Langdistanz                                                   |
| 7. Sep. 2014  | 4    | ITU Long Distance Duathlon World Championships | Zofingen       | 06:31:29 |                                                                                         |

| Datum/Jahr    | Rang | Wettbewerb       | Austragungsort | Zeit     | Bemerkung |
| ------------- | ---- | ---------------- | -------------- | -------- | --------- |
| 16. Okt. 2021 | 32   | Ironman Mallorca | Alcúdia        | 08:56:11 |           |

(DNF – Did Not Finish)